# Dieumerci Mbokani
Dieumerci Mbokani (Kinsasa, 22 de noviembre de 1985) es un futbolista congoleño que juega de delantero, se encuentra sin equipo tras abandonar el F. C. Noah de Armenia y formó parte de la selección de fútbol de la República Democrática del Congo.

## Carrera
Empezó en 2004 en el club Bel'Or, y luego pasaría entre 2005 y 2007 en el T. P. Mazembe. Posteriormente se marchó a Bélgica para jugar en el R. S. C. Anderlecht y Standard Lieja. 
El 3 de julio de 2010 fichó por el A. S. Mónaco F. C. El 27 de enero de 2011 se confirmó la cesión al VfL Wolfsburgo para ocupar el hueco que dejó Edin Džeko.
El 22 de junio de 2013 se hizo oficial su pase al Dinamo Kiev de la Liga Premier de Ucrania por 10 millones de euros.

## Clubes
| Club                         | País        | Año       |
| ---------------------------- | ----------- | --------- |
| Bel'Or                       | R. D. Congo | 2004      |
| T. P. Mazembe                | R. D. Congo | 2005-2007 |
| R. S. C. Anderlecht (cedido) | Bélgica     | 2006-2007 |
| Standard de Lieja            | Bélgica     | 2007-2010 |
| A. S. Monaco F. C.           | Francia     | 2010-2011 |
| VfL Wolfsburgo (cedido)      | Alemania    | 2011      |
| R. S. C. Anderlecht          | Bélgica     | 2011-2013 |
| F. C. Dinamo Kiev            | Ucrania     | 2013-2018 |
| Norwich City F. C. (cedido)  | Inglaterra  | 2015-2016 |
| Hull City A. F. C. (cedido)  | Inglaterra  | 2016-2017 |
| Royal Antwerp F. C.          | Bélgica     | 2018-2021 |
| Al-Kuwait S. C.              | Kuwait      | 2021-2022 |
| S. K. Beveren                | Bélgica     | 2022-2023 |
| F. C. Noah                   | Armenia     | 2023-2024 |

## Palmarés

### Campeonatos nacionales
| Título                      | Club                 | País    | Año     |
| --------------------------- | -------------------- | ------- | ------- |
| Primera División de Bélgica | R. S. C. Anderlecht  | Bélgica | 2006-07 |
| Primera División de Bélgica | Standard de Lieja    | Bélgica | 2007-08 |
| Supercopa de Bélgica        | Standard de Lieja    | Bélgica | 2008    |
| Primera División de Bélgica | Standard de Lieja    | Bélgica | 2008-09 |
| Supercopa de Bélgica        | Standard de Lieja    | Bélgica | 2009    |
| Primera División de Bélgica | R. S. C. Anderlecht  | Bélgica | 2011-12 |
| Supercopa de Bélgica        | R. S. C. Anderlecht  | Bélgica | 2012    |
| Primera División de Bélgica | R. S. C. Anderlecht  | Bélgica | 2012-13 |
| Copa de Ucrania             | F. C. Dinamo de Kiev | Ucrania | 2013-14 |
| Liga Premier de Ucrania     | F. C. Dinamo de Kiev | Ucrania | 2014-15 |
| Copa de Ucrania             | F. C. Dinamo de Kiev | Ucrania | 2014-15 |
| Supercopa de Ucrania        | F. C. Dinamo de Kiev | Ucrania | 2018    |
| Copa de Bélgica             | Royal Antwerp F. C.  | Bélgica | 2019-20 |

### Distinciones individuales
| Distinción    | Año        |
| ------------- | ---------- |
| Bota de Ébano | 2012, 2020 |